# Мецилий Хилариан
Мецилий Хилариан (на латински: Mecilius Hilarianus; Maecilius и Meclius) е политик на Римската империя през 4 век.
През 316 г. той е коректор на Лукания и Брутия (Lucaniae et Bruttiorum), 324 г. проконсул на Африка. През 332 г. Хилариан е консул заедно с Луций Папий Пакациан. През 338 и 339 г. е praefectus urbi и 354 г. преториански префект.